# Kenianische Davis-Cup-Mannschaft
Die kenianische Davis-Cup-Mannschaft ist die Herren-Tennisnationalmannschaft Kenias. 

## Geschichte
Erstmals nahm Kenia 1986 am Davis Cup teil. Das beste Resultat erzielte die Mannschaft 1992, als sie das Halbfinale der Europa/Afrika-Gruppenzone I erreichen konnte. Erfolgreichster Spieler ist Allan Cooper mit 31 Siegen bei 47 Teilnahmen. Er ist damit gleichzeitig Rekordspieler seines Landes.